# جوستینیانو ماروکو
جوستینیانو ماروکو (به ایتالیایی: Giustiniano Marucco) بازیکن فوتبال اهل ایتالیا است که از سال ۱۹۲۰ میلادی عضو تیم ملی فوتبال ایتالیا بوده و در ۲ بازی ملی حضور داشته‌است. او در بازی‌های ملی‌اش گلی به ثمر نرساند.
جوستینیانو ماروکو آخرین بازی ملی خود را در سال ۱۹۲۰ میلادی انجام داد.